# Stechlin
Stechlin è un comune di 1 173 abitanti del Brandeburgo, in Germania.

Appartiene al circondario dell'Oberhavel ed è parte dell'Amt Gransee und Gemeinden.

## Storia
Il comune venne formato il 27 settembre 1998 dalla fusione dei comuni di Dollgow, Menz e Neuglobsow. Il nuovo comune prese il nome dal lago Großer Stechlinsee.

## Geografia antropica

### Suddivisioni amministrative
Il territorio comunale si divide in 3 zone (Ortsteil), corrispondenti ai vecchi comuni uniti:
- Dollgow, con le località:
  - Güldenhof
  - Schulzenhof
- Menz, con la località:
  - Neuroofen
- Neuglobsow, con la località:
  - Dagow